# 鍛冶屋の場面
『鍛冶屋の場面』（かじやのばめん、Blacksmith Scene、別名 Blacksmith Scene #1、Blacksmithing Scene）は、1893年に制作されたアメリカ合衆国の短編映画、白黒のサイレント映画で、トーマス・エジソンの下で最初期の実用的な映画用カメラのひとつを製作したスコットランド＝フランス系の発明家 ウィリアム・K・L・ディクソンが監督した作品。1893年5月9日に公開されたキネトスコープにおいて最初に上映された作品として、また、知られる限り最初に映画の中で俳優たちが役柄を演技した作品として、歴史的な重要性をもっている。公開から102年後の1995年、『鍛冶屋の場面』は「文化的、歴史的、ないし、審美的に重要 (culturally, historically, or aesthetically significant)」としてアメリカ議会図書館によりアメリカ合衆国の国立フィルム登録簿に登録され、保存されることとなった。本作品はこの登録簿に選ばれた作品の中で、『ニューアーク・アスリート』（1891年）に次いで2番目に古い映画である。

## 制作
この映画は、1890年からウィリアム・K・L・ディクソンの監督の下で映画の制作をはじめたエジソン・マニュファクチャリング・カンパニーが制作した。本作は、アメリカ合衆国ニュージャージー州ウェストオレンジにあった、広く「アメリカ最初の映画スタジオ (America's First Movie Studio)」とされているブラック・マリア・スタジオにおいて、全面的に撮影された。この作品は1893年4月に撮影されたものと考えられており、1893年5月9日にはブルックリン美術館においてキネトスコープの装置を用いて、公開展示された。
Internet Movie Database によると、この映画は35ミリフィルムを用い、アスペクト比は 1.33:1 となっている。この映画はキネトスコープで提示されることを意図して制作されている。ディクソンは、ミディアムからミディアム・クローズアップ用のレンズを選び、おそらく金床から10ないし12フィート（3ないし3.6メートル）の位置にカメラを据えたものと思われる。
登場する男たちは、本物の鍛冶屋ではなく、金属を鍛える鍛冶屋の現場にいるわけでもない。彼らはセットで鍛冶屋を演じ、途中で飲み物を飲む。背景は単純に何も配されていないが、撮影隊は一定の苦労をして、本物の金床、本物の大型ハンマー、革のエプロンを持ち込んで撮影に臨んでいる。

## 現状
この映画の現存する35ミリプリントは、ヘンリー・フォード博物館に保存されている。これを元にしたネガフィルムは、ニューヨーク近代美術館の映画アーカイブに保存されている。これとは別のコピーは、アメリカ合衆国国立公園局が管理運営するトーマス・エジソン国立歴史公園にある。この映画は1925年以前に完成しており、著作権は消滅しているので、World Wide Web 上で自由に入手することができる。